# Стиралилацетат
Стиралилацетат (ацетат α-фенилэтилового спирта) — бесцветная жидкость с сильным запахом, напоминающим запах гардении. Растворим в этаноле (1 часть в 7 частях 60%-ного водного раствора) и некоторых органических растворителях, не растворяется в воде.

## Методы получения
Стиралилацетат получают ацетилированием α-фенилэтилового спирта уксусным ангидридом .

## Нахождение в природе
Содержится в эфирном масле цветов гардении.

## Применение
Стиралилацетат применяют для составления парфюмерных композиций, мыльных отдушек и как компонент пищевых эссенций.